# 다카하시 유키히로
다카하시 유키히로(일본어: 高橋 幸宏, 1952년 6월 6일 ~ 2023년 1월 11일)는 일본의 음악 프로듀서이자 드러머로, 1972년부터는 일본의 록 밴드인 사디스틱 미카 밴드의 멤버로, 1978년부터는 전자 음악 그룹인 옐로 매직 오케스트라의 멤버로 활동하였다. 옐로 매직 오케스트라에서는 주로 드럼과 보컬을 담당하였다.

## 생애
고등학교 재학 중에 세션 연주자로 활동을 시작하였다. 1983년 YMO가 산개하고 나서 솔로는 현재까지 통산 23장의 정규 앨범을 발표하였다. 또한 솔로와 병행하여 스즈키 게이이치(문라이더스)와 '더 비트닉스'로도 활동하였다. 2001년 호소노 하루오미와 '스케치 쇼'를 결성하였다. 2007년 소아암 등 질병 퇴치 어린이 돕기 콘서트에, 스케치 쇼 + 사카모토 류이치 유닛으로 휴먼 오디오 스폰지(HAS)에 출연하였다. 같은 해 하라다 도모요, 다카노 히로시, 다카다 렌, 호리에 히로히사, 곤도 도모히코와 함께 'pupa'를 결성하였다. 2008년부터 매년 야외 여름 페스티벌 이벤트 '월드 해피니스'의 큐레이터를 맡고 있다. 2014년 오야마다 게이고, 스나하라 요시노리, 데이 도와, 곤도 도모히코, 'LEO이마이'와 함께 다카하시 유키히로 & METAFIVE를 결성(2015년 'METAFIVE'로 개명)하고 2016년 1월에 앨범 "META"를 출시하였다.

### 사망
다카하시는 2023년 1월 11일 뇌종양에 따른 흡인성 폐렴으로 향년 70세의 나이로 사망하였다.

## 저서
- 《개의 삶》 (1989)
- 《불가사리의 휴일》 (1992)
- 《Catch & Release》 (1997)
- 《마음에 묻는 음악, 마음에 좋은 음악: 사적 명곡 가이드북》 (2012)